# プレスコットバレー (アリゾナ州)
プレスコットバレー（Prescott Valley）は、アメリカ合衆国アリゾナ州のヤヴァパイ郡にある町。人口は4万6785人（2020年）。郡庁所在地プレスコットの東10キロメートルに位置している。

## 概要
1978年に町として法人化した。それ以前は国勢調査指定地域（CDP）であり、牧場が広がる農業地域だった。住宅主体の計画都市であり、ダウンタウンは存在しない。プレスコットの衛星都市だが人口規模はプレスコットを上回る。

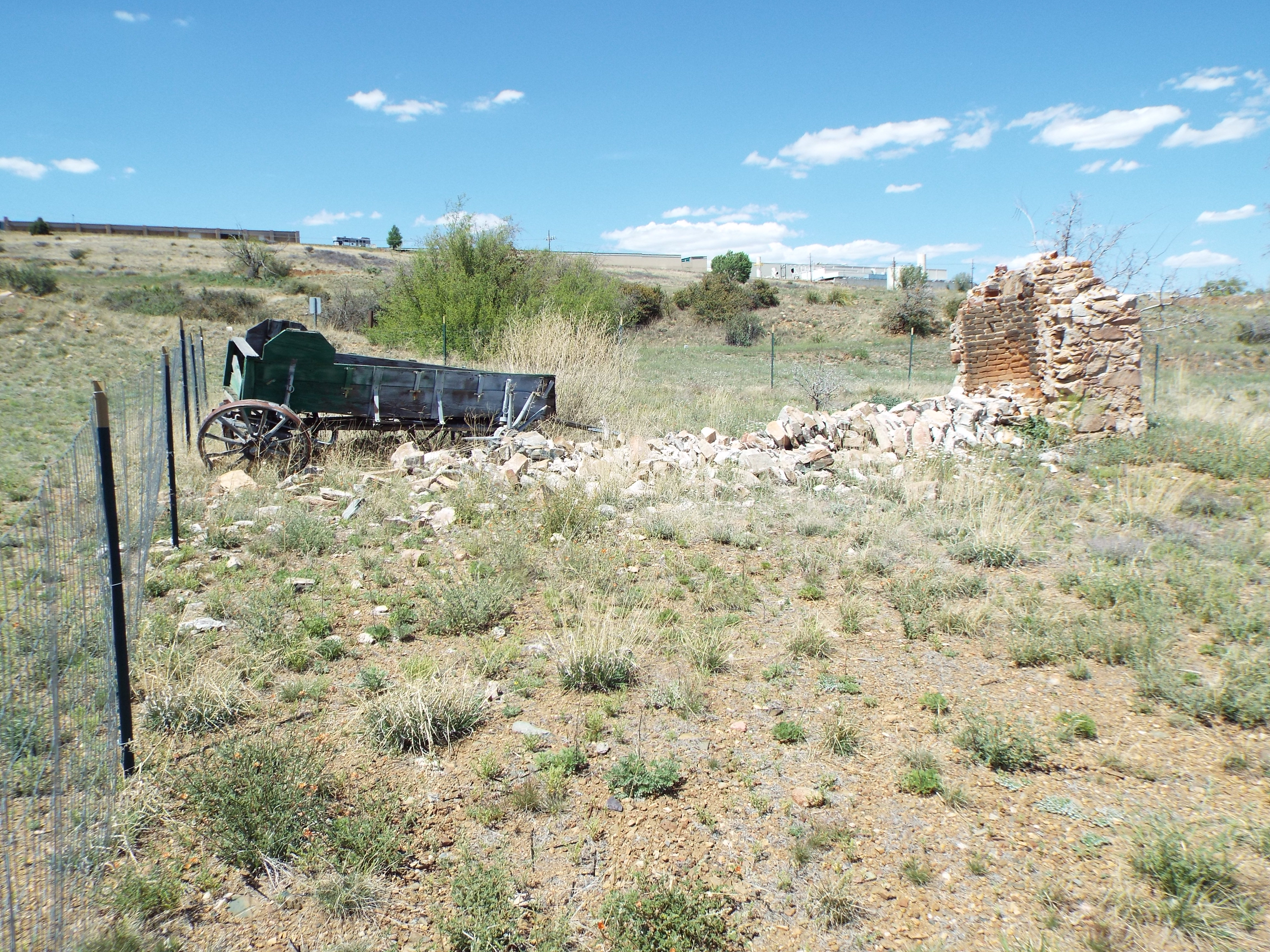
郵便局の廃墟、かつて駅馬車の駅だった